# Apartment 1303 3D
Pour plus de détails, voir Fiche technique et Distribution.
Apartment 1303 3D est un film américano-canadien réalisé par Michael Taverna, sorti en 2013. Il s’agit d’un remake du film japonais Appartement 1303 (2007).

## Synopsis
À Détroit, Janet Slate est heureuse car elle vient de louer l'appartement 1303 du Lake View Residence et quittera sa mère alcoolique Maddie Slate. Elle appelle sa sœur Lara pour lui dire, puis rencontre la petite fille Emily, qui est sa voisine. Emily lui dit qu'une fille, Jennifer, a tué sa mère il y a de nombreuses années et s’est suicidée en sautant du balcon. Elle lui dit aussi de quitter l'appartement. Janet entend des bruits étranges dans l'appartement, elle appelle son petit ami Mark Taylor pour passer la nuit avec elle. Lorsque Mark quitte l'appartement, le fantôme de Jennifer jette Janet hors du balcon. Le détective chargé de l'enquête indique à Lara que plusieurs femmes se sont suicidées dans cet appartement. Lara décide de passer à l'appartement de Janet malgré ce qu'il s'est passé.

## Fiche technique
- Titre original : Apartment 1303 3D
- Titre français :
- Réalisation : Michael Taverna
- Musique : Davy et Yoann Bernagoult
- Scénario :
- Montage :
- Production :
- Société de production :
- Société de distribution :
- Pays de production :  États-Unis /  Canada
- Lieu de tournage : Montréal  (Québec, Canada)
- Langue originale : anglais
- Format : couleur
- Genre : Horreur
- Durée : 101 minutes
- Dates de sortie :  
  - États-Unis : 25 juillet 2013
  - France : 15 octobre 2013 (vidéo)
- Interdit aux moins de 12 ans

## Distribution
- Mischa Barton : Lara Slate
- Rebecca De Mornay : Maddie Slate
- Julianne Michelle (en) : Janet Slate
- Corey Sevier : Mark Taylor
- John Diehl : Detective
- Kathleen Mackey : Jennifer Logan / Jennifer Logan's Mother
- Jessica Malka : Lidia Abrams